# Abe Brown
Abraham "Abe" Brown es un personaje ficticio en el Universo Marvel.

## Historia de publicación
Abe Brown apareció por primera vez en Deadly Hands of Kung Fu #1 en abril de 1974. Él fue creado por Steve Englehart y Jim Starlin.
El personaje aparece posteriormente en The Deadly Hands of Kung Fu Special #1 (Verano de 1974), The Deadly Hands of Kung Fu #3-4 (Agosto-Septiembre de 1974), #6-12 (Noviembre de 1974-Mayo de 1975), #14 (Julio de 1975), #16-18 (Septiembre-Noviembre de 1975), Marvel Team-Up #40 (Diciembre de 1975), The Deadly Hands of Kung Fu #19-24 (Diciembre de 1975-Mayo de 1976), #26 (Julio de 1976), #29-30 (Octubre-Noviembre de 1976), #32 (Enero de 1977), Power Man and Iron Fist #65 (Octubre de 1980), #74 (Octubre de 1981), #81-82 (Mayo-Junio de 1982), Prowler #1 (Noviembre de 1994), #3-4 (Enero-Febrero de 1995), y House of M: Avengers #2-3 (Febrero de 2008).
Abe Brown apareció como parte de la entrada de los "Hijos del Tigre" en el Manual Oficial del Universo Marvel Delux Edition #12.

## Biografía ficticia del personaje
Junto con Bob Diamond y Lin Sun, Abe Brown era uno de los estudiantes más hábiles que asistían a la escuela de artes marciales dirigida por el sensei Kee. Kee le dio a cada uno de los tres estudiantes un talismán de jade en forma de tigre, cuando él sufrió lesiones mortales debido a un ataque de un grupo terrorista de ninjas. Como los Hijos del Tigre, los tres artistas marciales vengaron la muerte de su amo, y se convirtieron en un grupo de aventureros por un tiempo.
Abe conoció a un detective privado llamado Nathaniel Byrd, también conocido como Blackbyrd. Abe ayudó a Blackbyrd a detener un plan de la Compañía Petrolera Caxon para intercambiar armas en el mercado negro a cambio de plutonio ilegal. Blackbyrd contactó más tarde a los Hijos para ayudarlo a investigar las atrocidades reportadas en la Prisión Estatal de Nueva Troya.
Bob Diamond se había estado involucrando sentimentalmente con una mujer llamada Lotus Shinchuko, quien se había unido a los Hijos. Cuando Bob se metió en una pelea por ella con Lin Sun, se desató una lucha y Bob golpeó a Abe. Abe, enfadado, se quitó su talismán y salió furioso. Al darse cuenta de que los Hijos no podían ser un equipo viable de esta manera, se separaron. Abe se quedó con Lin Sun y Lotus en la escuela de artes marciales.
Abe Brown es el hermano de Hobie Brown, el Merodeador.